# Автостерильність
Автостери́́льність — самобезплідність рослин, нездатність пилку рослин проростати на приймочці власної квітки, інших квіток тої самої рослини чи рослин того самого сорту. Одне з пристосувань, що забезпечують перехресне запилення.